# Objective-J
Objective-J je programovací jazyk založený na JavaScriptu imitující Objective-C. Přidává dědičnost stylu Smalltalku a dynamické posílání zpráv mezi objekty.
Programy napsané v Objective-J mohou být předkompilovány do čistého JavaScriptu nebo přeloženy až za běhu v prohlížeči.

## Použití
Objective-J je vhodné k použití ve webových aplikacích. Na rozdíl od Google Web Toolkitu není nutné kód před nasazením na serveru kompilovat.

## Syntax
Objective-J je nadmnožinou JavaScriptu. Následuje příklad třídy dědící z CPObject:
```
@implementation
 
Address
 
:
 
CPObject

{

   
CPString
 
name
;

   
CPString
 
city
;

}

-
(
void
)
setName:
(
CPString
)
aName

{

      
name
 
=
 
aName
;

}

-
(
CPString
)
name

{

      
return
 
name
;

}

   

+
(
id
)
newAddressWithName:
(
CPString
)
aName
 
withCity:
(
CPString
)
aCity

{

      
self
 
=
 
[
super
 
init
];

      
name
 
=
 
aName
;

      
city
 
=
 
aCity
;

      
return
 
self
;

}

@end

```

V tomto příkladu je implementována třída Address dědící z CPObject. Poskytuje dvě metody instance pro nastavení jména a jeho získání.